# Безобразов, Александр Фёдорович
Алекса́ндр Фёдорович Безобра́зов (с 1908 года граф Чернышёв-Безобразов; 30 июня 1859 — 16 ноября 1911) — виленский вице-губернатор в 1904—1905 годах, статский советник.

## Биография
Из московской ветви Безобразовых. По окончании Николаевского кавалерийского училища в 1879 году выпущен был корнетом в лейб-гвардии Гусарский Его Величества полк.
В 1883 году вышел в запас и посвятил себя общественной деятельности в Волоколамском уезде Московской губернии, где находилось имение «Ярополец», полученное им за женой, урожденной Чернышевой-Кругликовой. Состоял почетным мировым судьей этого уезда. 14 января 1902 года назначен херсонским вице-губернатором, а 31 октября 1904 года переведен виленским вице-губернатором, в каковой должности оставался до 2 декабря 1905 года. Затем причислился к Министерству внутренних дел. Был удостоен придворных званий камер-юнкера и камергера.
Принимал участие в съездах Объединенного дворянства в качестве уполномоченного от дворянства Московской губернии. 10 декабря 1908 года Александру Федоровичу дозволено было принять титул, фамилию и герб графов Чернышевых и именоваться впредь графом Чернышевым-Безобразовым. В 1909 году вышел в отставку.

## Семья
Был женат на графине Софье Ипполитовне Чернышевой-Кругликовой (1864—1930), единственной дочери графа И. И. Чернышева-Кругликова (1834—1907) и наследнице чернышёвского майората. Их дети:
- Александр (1888—1964), офицер Сумского и Нарвского гусарских полков. В эмиграции во Франции, музыкант-любитель. С 1911 г. женат на княжне Марии Николаевне Щербатовой (1886-1975).
- Владимир (1893—1956), умер в Мексике.
- Сергей (1894—1972), выпускник Пажеского корпуса (1914), корнет Кавалергардского полка, участник Первой мировой войны. В эмиграции в США. С 1921 года женат на княгине Елизавете Дмитриевне Вяземской, урождённой графине Шереметевой (1893—1974). Их старшая дочь, Ирина Сергеевна (род. 1925—2015), — супруга князя Теймураза Константиновича Багратион-Мухранского, младшая, Ксения Сергеевна (1929—1968), — эрцгерцога Рудольфа Австрийского (1919—2010).
- Мария (1889—1960), с 1908 года замужем за графом Сергеем Александровичем Голенищевым-Кутузовым (1885—1950), после развода с которым стала в 1917 г. женой Олега Фёдоровича Дубасова (1889—1970, сын адмирала Ф. В. Дубасова).